# Francis Criss
Pour les articles homonymes, voir Criss.
Francis Criss, né en 1901 à Londres en Angleterre et décédé en novembre 1973 aux États-Unis, est un peintre américain, associé au mouvement du précisionnisme, au même titre que Charles Sheeler ou Charles Demuth.

## Biographie
Francis Criss naît à Londres en 1901 dans une famille juive d'origine russe. Avant ses quatre ans, il immigre aux États-Unis avec sa famille et grandit à Philadelphie. Victime d'une attaque de poliomyélite, il s'essaie à la peinture pendant sa convalescence et s'oriente vers ce métier.
Entre 1917 et 1921, il suit les cours de la Pennsylvania Academy of the Fine Arts puis s'inscrit à l'Art Students League of New York avant de fréquenter la Fondation Barnes ou il a pour professeur le peintre tchéco-américain Jan Matulka (en).
Dans le cadre du New Deal, il travaille pour le gouvernement américain. Il signe une fresque dans le quartier de Williamsburg dans l'arrondissement de Brooklyn pour le Federal Art Project en partenariat avec le New York City Housing Authority.
Il enseigne ensuite à l'American Artists School (en) ou il a pour élève le jeune Ad Reinhardt. Il poursuit sa carrière dans différents établissements, donnant notamment des cours à l'Art Students League of New York, à l'université The New School ou à la School of Visual Arts. Il reçoit une bourse Guggenheim en 1934 et en voyage en Europe, séjournant notamment en Italie à Florence.
Son travail dans les années 1930 et 1940 se caractérise par des représentations de l'environnement urbain, tels que des images de scènes du quotidien, ou l'on voit des infrastructures liés au métro (comme la IRT Sixth Avenue Line), des gratte-ciels (le Chrysler Building ...), des rues (la Troisième Avenue, le quartier de Brooklyn Heights, Astor Place ...) et des ponts de la ville de New York. Il les peint dans un style épuré et abstrait, souvent dépourvu de figures humaines. Son art est associé au mouvement du précisionnisme et est parfois influencé par le surréalisme.
Il s'oriente ensuite vers une approche commercial de son art, qui conduit à une baisse de sa réputation. En novembre 1942, il signe la couverture du magazine Fortune.

## Oeuvres
Plusieurs de ses oeuvres sont détenues par différents musées, dont, par exemple, le Whitney Museum of American Art, ou le SAAM.

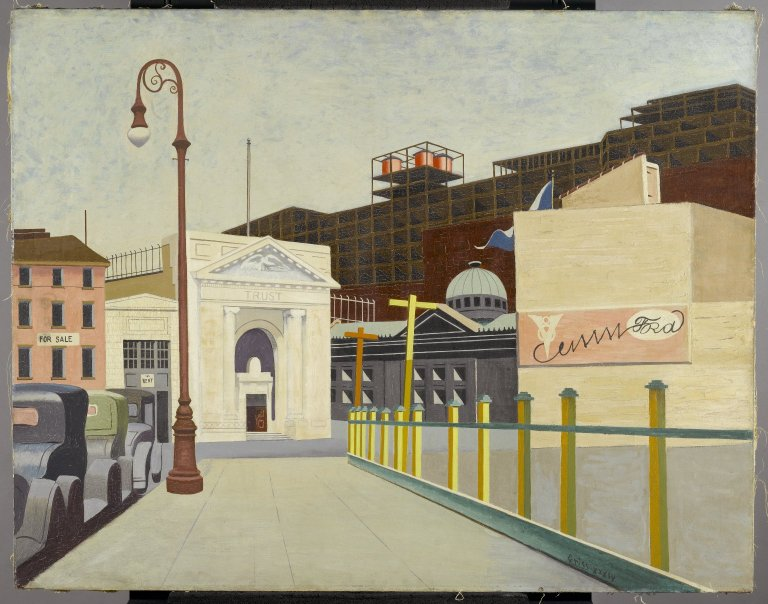
Brooklyn Museum - City Landscape - Francis Criss

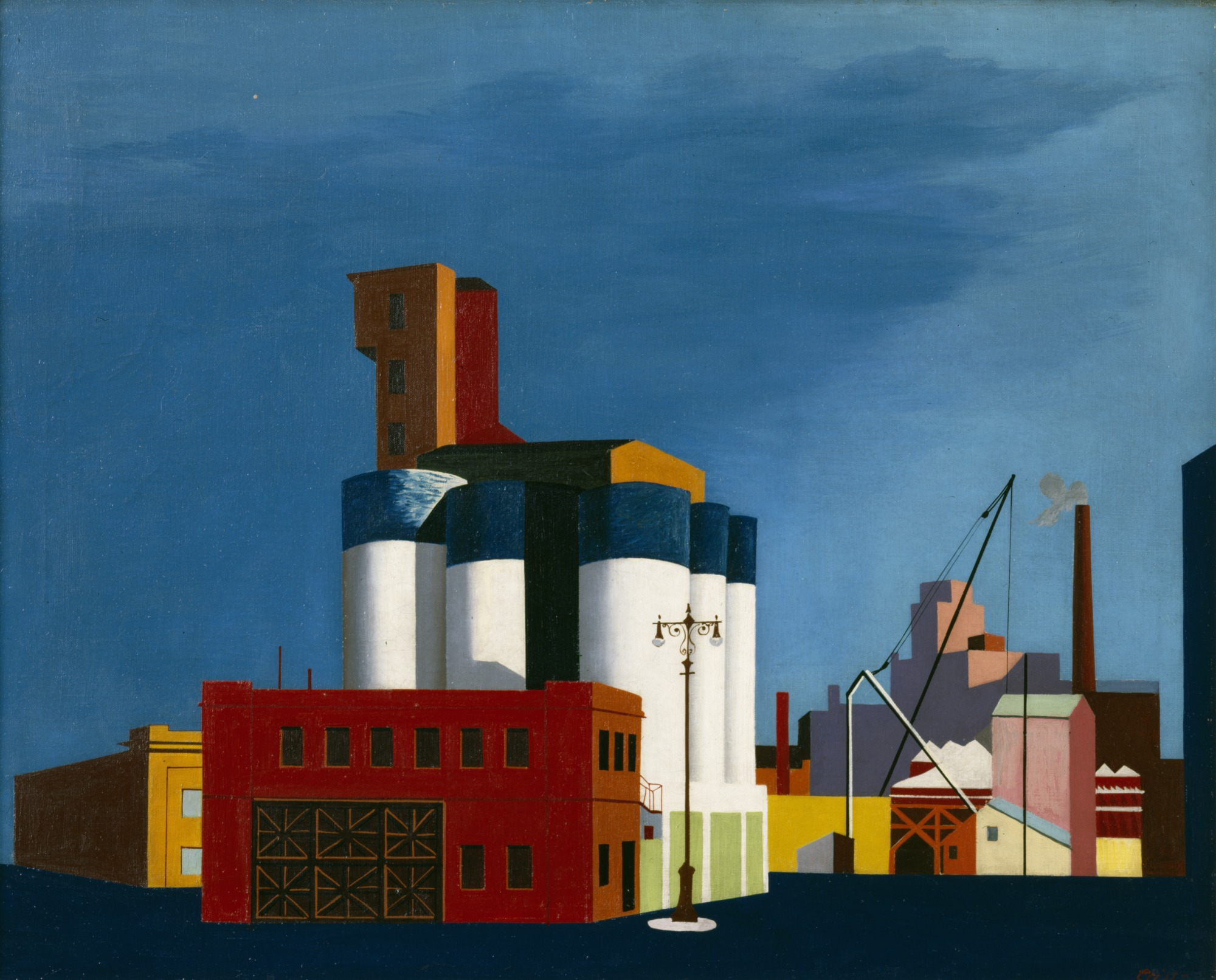
J. Francis Criss - Waterfront - Detroit Institute of Arts

Ci-dessous, deux de ses oeuvres.

## Sources
1. ↑  (en) « Francis Criss », sur whitney.org (consulté le 15 mars 2025)
2. ↑  (en) « Francis Criss | Smithsonian American Art Museum », sur americanart.si.edu (consulté le 15 mars 2025)

- Adrian N. Darmon, Autour de l'art juif : Encyclopédie universelle des peintres, sculpteurs et photographes, Chatou, Carnot, coll. « Orbis Enigma », 2003, 409 p. (ISBN 2-84855-011-2, lire en ligne), p. 136.
- (en) Bruce Weber, Paintings of New York 1850-1950, Pomegranate Communications, 2005, 128 p. (ISBN 0-7649-3319-1, lire en ligne), p. 54-56.
- (en) Whitney Chadwick et Susan Ehrlich, American Dreamer : The Art of Philip C. Curtis, Hudson Hills Press, 2000, 180 p. (ISBN 1-55595-166-X), p. 90-91.